# 문의면
문의면(文義面)은 대한민국 충청북도 청주시 상당구의 면이다. 문의문화재단지가 이 곳에 있다. 면 사무소 소재지는 미천리인데, 이 동네는 시내버스 종점이 있기도 하다.

## 개요
문의면은 충청북도 청주시 상당구의 남단에 있다. 지역적으로도 대청호와 금강에 접한 곳으로, 1983년 대청댐 건설로 주민의 반이 고향을 떠나 각지로 이주하는 아픔을 겪은 곳이다. 현재는 농업에 관련된 특화사업 등을 추진하여 포도, 표고버섯, 배, 딸기 등 지역 특산품을 생산함과 아울러, 대청호와 어우러진 관광 상품 개발에 박차를 가하여 대청댐, 양성산, 도당산, 구룡용혈, 문의문화재단지, 청남대 등 관광 여건의 조성에 힘써 주민소득 창출 등을 위해 노력하고 있다.

## 행정 구역
| 법정리 | 한자명 | 행정리                                                        | 비고     |
| ------ | ------ | ------------------------------------------------------------- | -------- |
| 미천리 | 米川里 | 미천1리, 미천2리, 미천3리, 미천5리, 미천6리, 미천7리, 미천8리 | 면소재지 |
| 남계리 | 南溪里 | 남계1리, 남계2리, 남계3리                                     |          |
| 상장리 | 上場里 | 상장1리, 상장2리                                              |          |
| 산덕리 | 山德里 | 산덕리                                                        |          |
| 구룡리 | 九龍里 | 구룡1리, 구룡2리                                              |          |
| 괴곡리 | 槐谷里 | 괴곡리                                                        |          |
| 문덕리 | 文德里 | 문덕리                                                        |          |
| 소전리 | 所田里 | 소전1리, 소전2리                                              |          |
| 후곡리 | 後谷里 | 후곡리                                                        |          |
| 품곡리 | 品谷里 | 품곡리                                                        |          |
| 두모리 | 斗毛里 | 두모1리, 두모2리                                              |          |
| 도원리 | 桃源里 | 도원1리, 도원2리                                              |          |
| 등동리 | 登洞里 | 등동1리, 등동2리                                              |          |
| 묘암리 | 妙巖里 | 묘암리                                                        |          |
| 마구리 | 馬九里 | 마구리                                                        |          |
| 마동리 | 馬東里 | 마동1리, 마동2리                                              |          |
| 염티리 | 鹽峙里 | 염티리                                                        |          |
| 노현리 | 蘆峴里 | 노현1리, 노현2리                                              |          |
| 18리   |        | 34행정리                                                      |          |

## 교육
- 문의초등학교
  - 도원분교
  - 소전분교 (폐교) : 문의면 염티소전로 423 (소전리)
- 문의중학교